# 錦江斎春艸
錦江斎 春艸（きんこうさい しゅんそう、生没年不詳）とは、江戸時代の浮世絵師。

## 来歴
師系・経歴不明。『市中取締書留』所収の「浮世画工名前書」に「春草」の名があり、中之郷原庭町（現在の東駒形二〜三丁目及び吾妻橋一〜二丁目）に住むとある。作画期は安政から慶応にかけてとされ、錦江斎春艸と称して風景画の錦絵などを残している。

## 作品
- 「東都八勝　真乳山夜雨之図」　大判錦絵
- 「東都八勝　上野晩鐘」　大判錦絵　国立国会図書館所蔵
- 「機械製材の見世物」　大々判　※慶応2年
- 「写生人形興行広告」　墨摺　早稲田大学図書館所蔵　※引札